# David Canal
David Canal Valero (Barcelona, 7 de diciembre de 1978) es un exatleta español especializado en los 400 metros lisos, aunque también ha obtenido resultados relevantes en la prueba de 200 metros lisos. Tiene en su posesión 6 medallas en campeonatos internacionales absolutos. Es poseedor de 2 records de España 4 x 400 p.c y 4 x 400 aire libre.
Es el único español en conseguir dos oros en una misma competición Europea (Ljubljana 1997, campeonato de Europa junior).
Fue el primer velocista español en conseguir una medalla al aire libre en un campeonato absoluto internacional tanto por equipos (Campeonato de Europa de 1998 en Budapest) como individualmente (Campeonato de Europa de Atletismo Múnich 2002), y también el primero en bajar de 46"00 en una carrera de 400 m en pista cubierta. Es el único velocidad español en conseguir de manera consecutiva y en todas las ediciones en las que participó una medalla en campeonatos de Europa.
Es el atleta masculino más joven en debutar en unos campeonatos del mundo absolutos ( Atenas 97 con 18 años y 8 meses)..
En sus últimos logros está la consecución del campeonato autonómico en 200 m del 2009 y la participación con el equipo nacional en la copa de Europa celebrada en Francia en 2008.
En el n.º 642 de la Revista oficial de la RFEA " ATLETISMO ESPAÑOL " David Canal es considerado el mejor velocista español de la historia con 413.5 puntos, Cornet 2º con 358.25 y 3º Antonio Sánchez con 166.5, todos ellos velocistas de 400 m el mejor puesto de un corredor de 100 m es para Javier Arques con 113.88 ocupando la 7ª posición.
Fuente. Atletismo español n.º 642 artículo LOS MEJORES VELOCISTAS DE ESPAÑA.
Fue colaborador del programa superdeportes y superbasket ambos programas realizados por la 97.7 Radio, trabajó durante 6 años en El Corte Inglés, donde compaginó vida laboral y deportiva.
Forma matrimonio con la exatleta y cantante profesional Aurora Tetuán. 
Actualmente es el preparador  Físico de la Universidad ESIC de Valencia (2019).

## Palmarés
| Año  | Competición                 | Ciudad               | Clasificación | Disciplina |
| ---- | --------------------------- | -------------------- | ------------- | ---------- |
| 1996 | Campeonato del Mundo Junior | Sídney, Australia    | 7º            | 400 m      |
| 1996 | Campeonato del Mundo Junior | Sídney, Australia    | 4º            | 4 × 400 m  |
| 1997 | Campeonato de Europa Junior | Liubliana, Eslovenia | 1º            | 400 m      |
| 1997 | Campeonato de Europa Junior | Liubliana, Eslovenia | 1º            | 4 × 400 m  |
| 1998 | Campeonato Iberoamericano   | Lisboa, Portugal     | 3º            | 400 m      |
| 1998 | Campeonato de Europa        | Budapest, Hungría    | 7º            | 400 m      |
| 1998 | Campeonato de Europa        | Budapest, Hungría    | 3º            | 4 x 400 m  |
| 1998 | Superliga Europea           | Múnich, Alemania     | 2º            | 400 m      |
| 2000 | Campeonato de Europa Indoor | Gante, Bélgica       | 2º            | 400 m      |
| 2001 | Campeonato del Mundo Indoor | Lisboa, Portugal     | 4º            | 400 m      |
| 2001 | Campeonato del Mundo        | Edmonton, Canadá     | 7º            | 4 x 400 m  |
| 2002 | Campeonato de Europa Indoor | Viena, Austria       | 3º            | 4 x 400 m  |
| 2002 | Campeonato de Europa        | Múnich, Alemania     | 2º            | 400 m      |
| 2002 | Copa del Mundo              | Madrid, España       | 7º            | 400 m      |
| 2003 | Copa de Europa Indoor       | Leipzig, Alemania    | 2º            | 400 m      |
| 2003 | Campeonato del Mundo        | París, Francia       | 5º            | 4 x 400 m  |
| 2004 | Campeonato del Mundo indoor | Budapest, Hungría    | 8º            | 400 m      |
| 2005 | Campeonato de Europa Indoor | Madrid, España       | 2º            | 400 m      |
| 2005 | Juegos del Mediterráneo     | Almería, España      | 1º            | 4 x 400 m  |

- Ha sido 31 veces internacional.

## Marcas personales
- 100 metros - 10.53 s (2002)
- 200 metros - 20.68 s (2004)
- 400 metros - 45.01 s (2003)
- 200 metros indoor - 20.95 s (2005)
- 400 metros indoor - 45.93 s (2005)

| Predecesor: Angel David Rodríguez | Campeón de España de 200 m lisos 2005 | Sucesor: Josué Mena |

| Predecesor: Antonio Andrés | Campeón de España de 400 m lisos 1998 - 2003 | Sucesor: David Testa |